# Bedieningscentrale Leidschendam
De bedieningscentrale Leidschendam in Leidschendam is gebouwd in een voormalig steunpunt van de Provincie Zuid-Holland. De centrale is bedoeld om samen met de bedieningscentrale De Waard de bruggen ten westen van de lijn Alphen aan den Rijn - Rotterdam te bedienen. 
Voor een aantal bruggen wordt hoe lang de brug open gaat weergegeven op dynamische panelen langs de weg. Deze gegevens worden ook doorgeven aan het Nationaal Dataportaal Wegverkeer (NDW). 
De bedieningscentrale kan via de marifoon worden aangeroepen op VHF-kanaal 18.

## Aanleiding
De aanleiding voor de bouw was het beleidsuitgangspunt van de provincie Zuid-Holland dat vervoer over water gestimuleerd moest worden, om daarmee het wegverkeer te beperken en de recreatievaart te bevorderen. De in 2006 door Provinciale Staten vastgestelde Nota Provinciale Vaarwegen en Scheepvaart. Met centrale bediening functioneert de voormalige brugwachter meer als verkeersbegeleider, die zorg kan dragen voor een betere doorstroming door afstemming van het verkeer op zowel de weg als op het water. In de praktijk: Het zo vloeiend mogelijk laten verlopen van een brugopening voor de scheepvaart, terwijl het landverkeer daar zo min mogelijk hinder van ondervindt. Door de schepen over het gehele vaartraject te volgen en de bediening van de bruggen op elkaar af te stemmen met het Beslissingsondersteuningssysteem (BOS), zouden weggebruikers en het scheepvaartverkeer van kortere wachttijden profiteren en de schepen van een gegarandeerde aankomsttijd. 

## Ontwerp

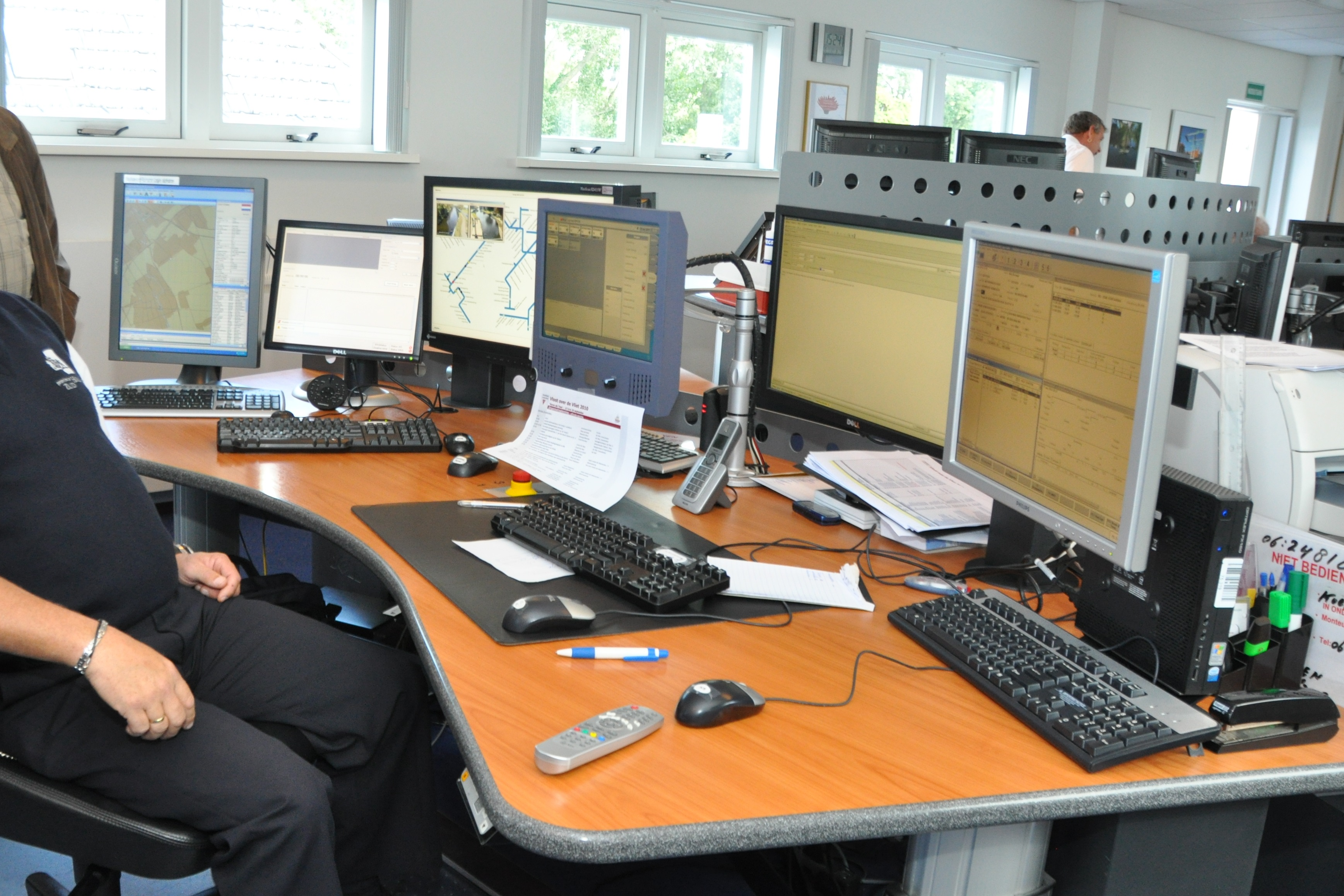
Een werkplek

Uitgangspunt bij het ontwerp van de bedieningcentrale was, dat hinder voor het landverkeer bij het openen van de brug zoveel mogelijk wordt beperkt en dat hinder door sluiting van de brug voor de scheepvaart wordt geminimaliseerd. Voor de bediening van bruggen op afstand werd een standaardconfiguratie ontwikkeld, waarbij is uitgegaan van een uniforme inrichting van de werkplek. Ook bij automatische processen kan de operator altijd ingrijpen. Er wordt voldaan aan de machinerichtlijn en de bruggen hebben CE-markering. Daarnaast is er voor de veiligheid SIL 3 niveau vastgelegd: volgens NEN-kwaliteitsnorm 62061. 
In 2014 zijn alle provinciale centrales met elkaar verbonden door middel van een eigen glasvezelnetwerk. Door dat als ringverbinding aan te leggen kan, in geval van calamiteiten, de brugbediening altijd vanuit een andere brugbedieningscentrale overgenomen worden.
- Bedieningscentrale De Waard in Leiden bedient bruggen ten westen van de lijn Alphen aan den Rijn - Rotterdam.
- Brugbedieningscentrum Steekterpoort in Alphen aan den Rijn bedient bruggen in de gemeente Alphen aan den Rijn en ten westen van de lijn Alphen aan den Rijn - Rotterdam.[3]

## Aangesloten bruggen
Vanaf Bedieningscentrale Leidschendam worden 14 bruggen op afstand bediend:
- Abtswoudsebrug
- Kruithuisbrug
- Kandelaarbrug
- Hambrug
- Sint Sebastiaansbrug
- Oostpoortbrug
- Reineveldbrug
- Wijkerbrug
- Kerkbrug
- Oude Tolbrug
- Nieuwe Tolbrug
- Hoornbrug
- Plantagebrug
- Koepoortbrug

## Veiligheid
Brugwachters moeten voor de afstandsbediening diploma’s halen voor Nautische opleidingen, Nautop.
In 2019 concludeerde de Onderzoeksraad voor Veiligheid (OVV) naar aanleiding van twee ongelukken die in 2018 plaatsvonden bij bruggen die de gemeente Zaanstad bedient, dat er te weinig werd gedaan om ongelukken met bruggen die op afstand kunnen worden geopend te voorkomen.